# William John Burchell
William John Burchell (23. července 1781 Fulham – 23. března 1863 Fulham) byl anglický přírodovědec, cestovatel a výtvarník.
Byl synem botanika a majitele zahradnictví Matthewa Burchella. Studoval na Raleigh House Academy a pracoval v Královských botanických zahradách v Kew. V roce 1803 se stal členem Linného společnosti v Londýně. Od roku 1805 žil na Svaté Heleně, pak odjel na pozvání guvernéra Jana Willema Janssense do Kapského Města. V letech 1811–1815 podnikl výzkumnou cestu do jihoafrického vnitrozemí, při níž dorazil až do Kurumanu na území Tswanů a urazil 7 000 km. Shromáždil okolo padesáti tisíc přírodopisných vzorků a zdokumentoval jihoafrickou krajinu i domorodé obyvatelstvo na více než pěti stech kresbách. Jako první vědecky popsal nosorožce tuponosého, pakoně žíhaného, buvolce modrého, dropa kori a čejku běločelou.
O svých cestách napsal knihu Travels in the Interior of Southern Africa. Popsal přírodní bohatství Azbestových hor a napsal studii o jazycích afrických domorodců. Dolní sněmovna Spojeného království s ním konzultovala možnosti osidlování jižní Afriky. Byl všestranným odborníkem, který se věnoval matematice, astronomii, geografii, filozofii i etnografii. Burchellovy sbírky jsou umístěny v londýnském Přírodopisném muzeu a v muzeu Oxfordské univerzity. V letech 1825 až 1830 pobýval v Brazílii, kde shromáždil rozsáhlou kolekci místního hmyzu a rostlin. V roce 1834 obdržel v Oxfordu čestný doktorát. Pro svoji samorostlou povahu si však postupně znepřátelil většinu vědecké obce, závěr jeho života byl poznamenán chorobami, osamělostí a pocity zneuznání, které ho dohnaly až k sebevraždě oběšením.
Byla po něm pojmenována zebra Burchellova, stepokur kropenatý (Pterocles burchelli), ještěrka Pedioplanis burchelli a rod rostlin Burchellia. Jeho jméno nese také archeologická lokalita Burchell's Shelter v  Severním Kapsku. 